# 임지 (전한)
임지(林摯, ? ~ 기원전 176년)은 초한전쟁기 ~ 전한 초기의 군인이다.

## 행적
빈객 신분으로 항보(亢父)에서 고제를 따르고, 장한이 세운 촉수를 죽였다.
고제 7년(기원전 200년), 연나라 승상에 임명되고 평극후(平棘侯)에 봉해져 식읍 1,000호를 받았다.
문제 4년(기원전 176년)에 죽어 시호를 의(懿)라 하였고, 아들 임벽강이 뒤를 이었다.

## 출전
- 사마천, 《사기》 권18 고조공신후자연표(高祖功臣侯者年表)
- 반고, 《한서》 권16 고조공신후자연표(高惠高后文功臣表)